# Josef Anton Amann
Josef Anton Amann (* 11. Januar 1823 in Vaduz; † 21. November 1891 ebenda) war ein liechtensteinischer Gerber und Politiker.

## Biografie
Josef Anton Amann war der Sohn von Johann Amann und dessen Frau Anna Maria Katharina (geborene Laternser). Er war Bürger von Vaduz und Gerber. Von 1870 bis 1873 sowie von 1879 bis 1885 war er Bürgermeister von Vaduz. 1872 kaufte er zusammen mit den Vaduzern Felix Real, Anton Ospelt, Alois Rheinberger und Johann Laternser die Alp Gaflei aus Schweizer Besitz zurück. 1875 gründeten die fünf die «Molken und Luftkuranstalt auf der Alp Gaflei» und machten die Gaflei damit zum Kurort.
Neben seinem Amt als Bürgermeister fungierte er von 1872 bis 1875 und von 1877 bis 1878 als stellvertretender Landtagsabgeordneter sowie von 1875 bis 1877 und von 1878 bis 1886 als Landtagsabgeordneter im Landtag des Fürstentums Liechtenstein. Von 1881 bis 1891 war Amann Richter am Landgericht.
Im Februar 1848 heiratete er Christina Ospelt (1820–1904). Aus der Ehe gingen acht Kinder, sechs Söhne und zwei Töchter, hervor. Sein Sohn Rainold (1849–1936) war von 1894 bis 1897 ebenfalls Bürgermeister von Vaduz. Sein Sohn Franz wiederum war Landtagsabgeordneter.